# Беньят Прадос
Бенья́т Пра́дос Ді́ас (ісп. Beñat Prados Díaz; нар. 8 лютого 2001, Памплона) — іспанський футболіст, півзахисник клубу «Атлетік» (Більбао).

## Клубна кар'єра
Почав займатися футбол у юнацькому клубі «Чантреа», а в липні 2015 року приєднався до академії «Атлетіка» (Більбао). У сезоні 2018–19 почав виступати за фарм-клуб у Терсера Дивізіоні.
26 жовтня 2019 року дебютував за резервну команду, вийшовши на заміну Ойану Сансету в матчі Сегунди Дивізіону Б проти клубу «Реал Вальядолід Б». У червні 2020 року переведений до другої команди «Атлетіка», за яку у сезоні 2020–21 провів 25 матчів (включаючи плей-оф) і забив 1 гол (6 лютого 2021 року проти «Аморебьєти»).
14 травня 2021 року продовжив контракт з «Атлетіком» до 2025 року. У червні 2021 року був викликаний до першої команди головним тренером Марселіно в рамках передсезонної підготовки.
14 липня 2022 року відправився в оренду в клуб «Мірандес» із Сегунди Дивізіону до кінця сезону. 13 серпня дебютував за «Мірандес» у матчі чемпіонату проти «Спортінга» (Хіхон). Всього в сезоні 2022–23 провів за клуб 41 матч і віддав 2 результативні передачі.
Влітку 2023 року повернувся з оренди, 19 серпня 2023 року дебютував за основний склад «Атлетіка», вийшовши на заміну Іманолю в матчі Ла-Ліги проти «Осасуни». 6 квітня 2024 року грав у фіналі Кубка Іспанії проти «Мальорки», у підсумку здобувши свій перший трофей з клубом.
27 червня 2024 року продовжив контракт з «Атлетіком» до 2031 року. 28 серпня 2024 року в матчі Ла-Ліги проти «Валенсії» забив свій перший гол за «Атлетік», принісши перемогу своїй команді (1–0). 26 вересня в поєдинку загального етапу Ліги Європи УЄФА проти італійської «Роми» дебютував у єврокубках. 28 листопада 2024 року в матчі Ліги Європи проти шведського «Ельфсборга» вперше відзначився м'ячем у єврокубках.

## Кар'єра в збірній
Виступав за збірні Іспанії до 18, до 19 і до 20 років.

## Статистика виступів
Станом на 8 травня 2025
| Клуб              | Сезон             | Чемпіонат             | Чемпіонат | Чемпіонат | Кубок | Кубок | Єврокубки | Єврокубки | Інші  | Інші | Всього | Всього |
| Клуб              | Сезон             | Дивізіон              | Матчі     | Голи      | Матчі | Голи  | Матчі     | Голи      | Матчі | Голи | Матчі  | Голи   |
| ----------------- | ----------------- | --------------------- | --------- | --------- | ----- | ----- | --------- | --------- | ----- | ---- | ------ | ------ |
| Басконія          | 2018–19           | Терсера Дивізіон      | 24        | 3         | 0     | 0     | —         | —         | —     | —    | 24     | 3      |
| Басконія          | 2019–20           | Терсера Дивізіон      | 15        | 1         | 0     | 0     | —         | —         | —     | —    | 15     | 1      |
| Басконія          | Всього            | Всього                | 39        | 4         | 0     | 0     | 0         | 0         | 0     | 0    | 39     | 4      |
| Більбао Атлетік   | 2019–20           | Сегунда Дивізіон Б    | 13        | 0         | —     | —     | —         | —         | 1     | 0    | 14     | 0      |
| Більбао Атлетік   | 2020–21           | Сегунда Дивізіон Б    | 23        | 1         | —     | —     | —         | —         | 2     | 0    | 25     | 1      |
| Більбао Атлетік   | 2021–22           | Прімера Дивізіон RFEF | 33        | 3         | —     | —     | —         | —         | —     | —    | 33     | 3      |
| Більбао Атлетік   | 2022–23           | Прімера Федерасьйон   | 0         | 0         | —     | —     | —         | —         | —     | —    | 0      | 0      |
| Більбао Атлетік   | Всього            | Всього                | 69        | 4         | 0     | 0     | 0         | 0         | 3     | 0    | 72     | 4      |
| → Мірандес        | 2022–23           | Сегунда Дивізіон      | 39        | 0         | 2     | 0     | —         | —         | —     | —    | 41     | 0      |
| Атлетік (Більбао) | 2023–24           | Ла-Ліга               | 26        | 0         | 7     | 0     | —         | —         | —     | —    | 33     | 0      |
| Атлетік (Більбао) | 2024–25           | Ла-Ліга               | 28        | 1         | 1     | 0     | 13        | 1         | 1     | 0    | 43     | 2      |
| Атлетік (Більбао) | Всього            | Всього                | 54        | 1         | 8     | 0     | 13        | 1         | 1     | 0    | 76     | 2      |
| Всього за кар'єру | Всього за кар'єру | Всього за кар'єру     | 201       | 9         | 10    | 0     | 13        | 1         | 4     | 0    | 228    | 10     |

1. ↑  Матчі в плей-оф Сегунди Дивізіону Б 2020
2. ↑  Матчі в плей-оф Сегунди Дивізіону Б 2021
3. ↑  Матчі в Лізі Європи УЄФА
4. ↑  Матчі в Суперкубку Іспанії

## Досягнення
«Атлетік» (Більбао)
- Володар Кубка Іспанії: 2023–24[16]